# Vandellia diffusa
Vandellia diffusa är en tvåhjärtbladig växtart som beskrevs av Carl von Linné. Vandellia diffusa ingår i släktet Vandellia och familjen Linderniaceae. Inga underarter finns listade i Catalogue of Life.